# Comuna Rusca Montană, Caraș-Severin
Rusca Montană este o comună în județul Caraș-Severin, Banat, România, formată din satele Rusca Montană (reședința) și Rușchița.
Comuna Rusca Montana este situată la poalele Munților Poiana Ruscă, la granița cu județul Hunedoara și cu județul Timiș. Economia comunei este specifică zonei de munte, în sensul preponderenței activităților extractive față de cele agricole. Resursele naturale au determinat de-a lungul timpului caracterul economiei locale, care a fost bazat pe industria extractivă de marmură, fier, argint, plumb și zinc dar și pe industria prelucrătoare a lemnului. De altfel, investitorii cei mai importanți activează în aceste domenii: exploatare marmură, prelucrare marmură, exploatarea și prelucrarea lemnului.

### Acces rutier
Drumul județean DJ 684 face legătură între comună și restul localităților din județul Caraș-Severin. 

### Scurta istorie
Denumirea comunei vine de la munții Poiana Ruscă, prin rusca înțelegându-se “satul de sub munte”. Înainte de începerea exploatării miniere și a pădurilor, această zonă era nelocuită. În secolul al XVIII-lea au fost aduși aici coloniști care au început exploatarea pădurii sau a minelor de fier, argint, plumb și zinc, dar și a marmurei. Satul Rușchița a luat naștere ca o colonie de mineri, care ia naștere odată cu așezarea Rusca Montană. 

### Ape
Comuna este situată la poalele munților Poiana Ruscă, pe ambele părți ale râului Bistricioara ce izvorăște de sub Vârful Padeș.

### Relief
Relieful zonei în care este situată comuna Rusca Montană este foarte variat ca înfățișare, având între lunci, în zona Geamană și Ciotorogu, dealuri și piscuri muntoase, cumpene de ape, șei înguste și zone depresionare. 
În general relieful de aici este accidentat datorită, pe de o parte a climatului cu regim muntos pluviometric, care a favorizat dezvoltarea unei rețele hidrografice ramificate, pe de altă parte alcătuirii petrografice. 

## Descrierea stemei
Stema comunei Rusca Montană se compune dintr-un scut triunghiular cu marginile rotunjite, tăiat de o fascie lată albastră, în care se află un bloc de marmură de argint spart spre dreapta. În șef, în câmp roșu, se află trei brazi dezrădăcinați, de argint. În vârful scutului, în câmp roșu, se află o intrare de mină de argint cu negru, pe care broșează două ciocane de mină, încrucișate. Scutul este trimbrat de o coroană murală de argint cu un turn crenelat.
Blocul de marmură reprezintă sursa economică a acestei zone. Brazii simbolizează bogăția silvică a zonei, unde se află și o rezervație naturală. Gura de mină cu cele două ciocane face trimitere la activitatea locuitorilor zonei. Coroana murală cu un turn crenelat semnifică faptul că localitatea are rangul de comună.)

## Demografie
Componența etnică a comunei Rusca Montană
     Români (88,56%)
     Germani (1,96%)
     Alte etnii (0,65%)
     Necunoscută (8,82%)
Componența confesională a comunei Rusca Montană
     Ortodocși (78,76%)
     Baptiști (6,67%)
     Romano-catolici (3,27%)
     Penticostali (1,57%)
     Alte religii (0,65%)
     Necunoscută (9,08%)
Conform recensământului efectuat în 2021, populația comunei Rusca Montană se ridică la 1.530 de locuitori, în scădere față de recensământul anterior din 2011, când fuseseră înregistrați 1.834 de locuitori. Majoritatea locuitorilor sunt români (88,56%), cu o minoritate de germani (1,96%), iar pentru 8,82% nu se cunoaște apartenența etnică. Din punct de vedere confesional, majoritatea locuitorilor sunt ortodocși (78,76%), cu minorități de baptiști (6,67%), romano-catolici (3,27%) și penticostali (1,57%), iar pentru 9,08% nu se cunoaște apartenența confesională.

## Politică și administrație
Comuna Rusca Montană este administrată de un primar și un consiliu local compus din 11 consilieri. Primarul, Sergiu-Adrian Toma[*], de la Partidul Social Democrat, este în funcție din octombrie 2020. Începând cu alegerile locale din 2024, consiliul local are următoarea componență pe partide politice:
|  | Partid                     | Consilieri | Componența Consiliului | Componența Consiliului | Componența Consiliului | Componența Consiliului | Componența Consiliului | Componența Consiliului |
|  | -------------------------- | ---------- | ---------------------- | ---------------------- | ---------------------- | ---------------------- | ---------------------- | ---------------------- |
|  | Partidul Social Democrat   | 6          |                        |                        |                        |                        |                        |                        |
|  | Partidul Național Liberal  | 3          |                        |                        |                        |                        |                        |                        |
|  | Partidul Mișcarea Populară | 1          |                        |                        |                        |                        |                        |                        |
|  | Forța Dreptei              | 1          |                        |                        |                        |                        |                        |                        |

## Imagini

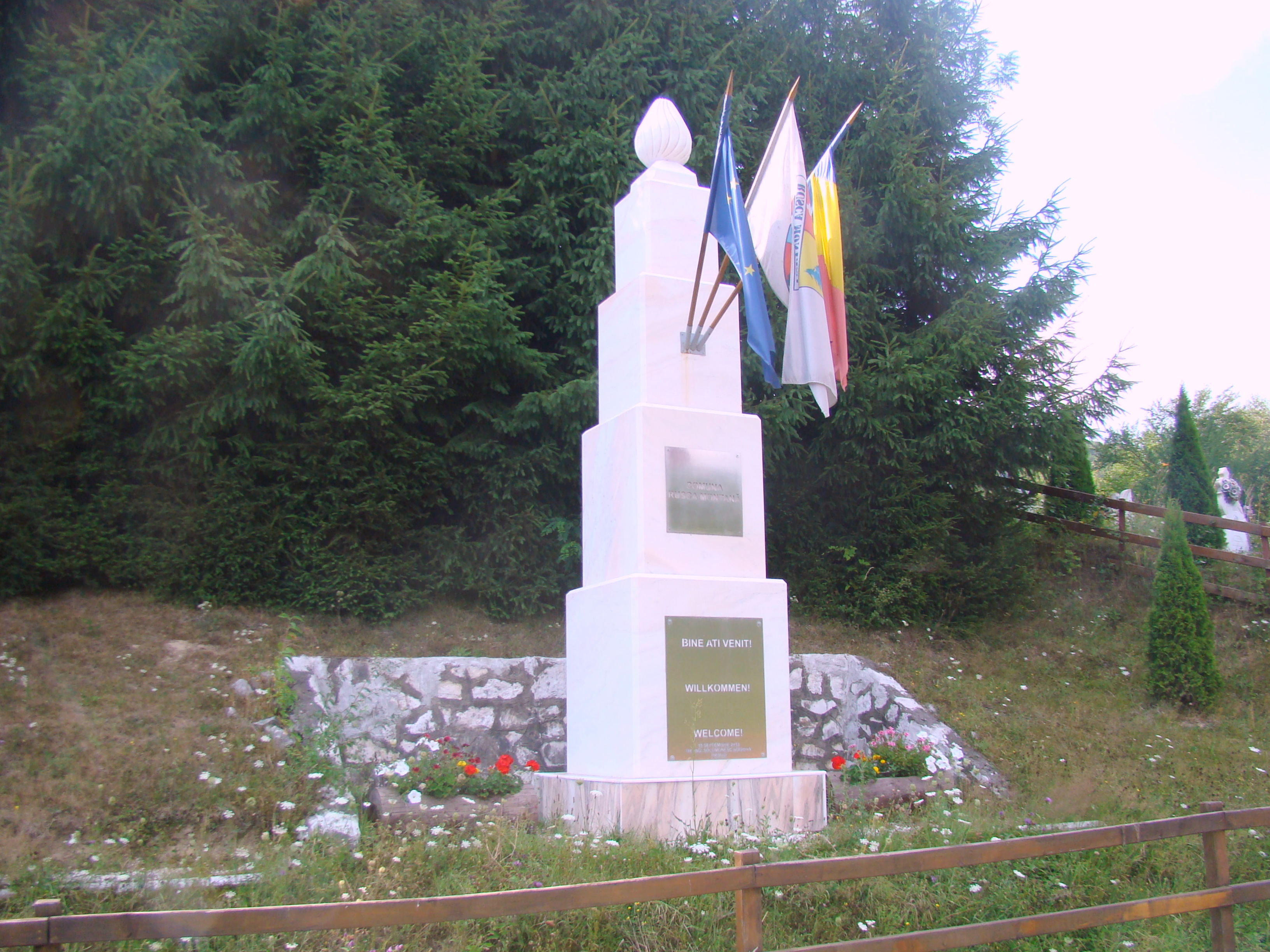
Monumentul care marchează intrarea în localitate
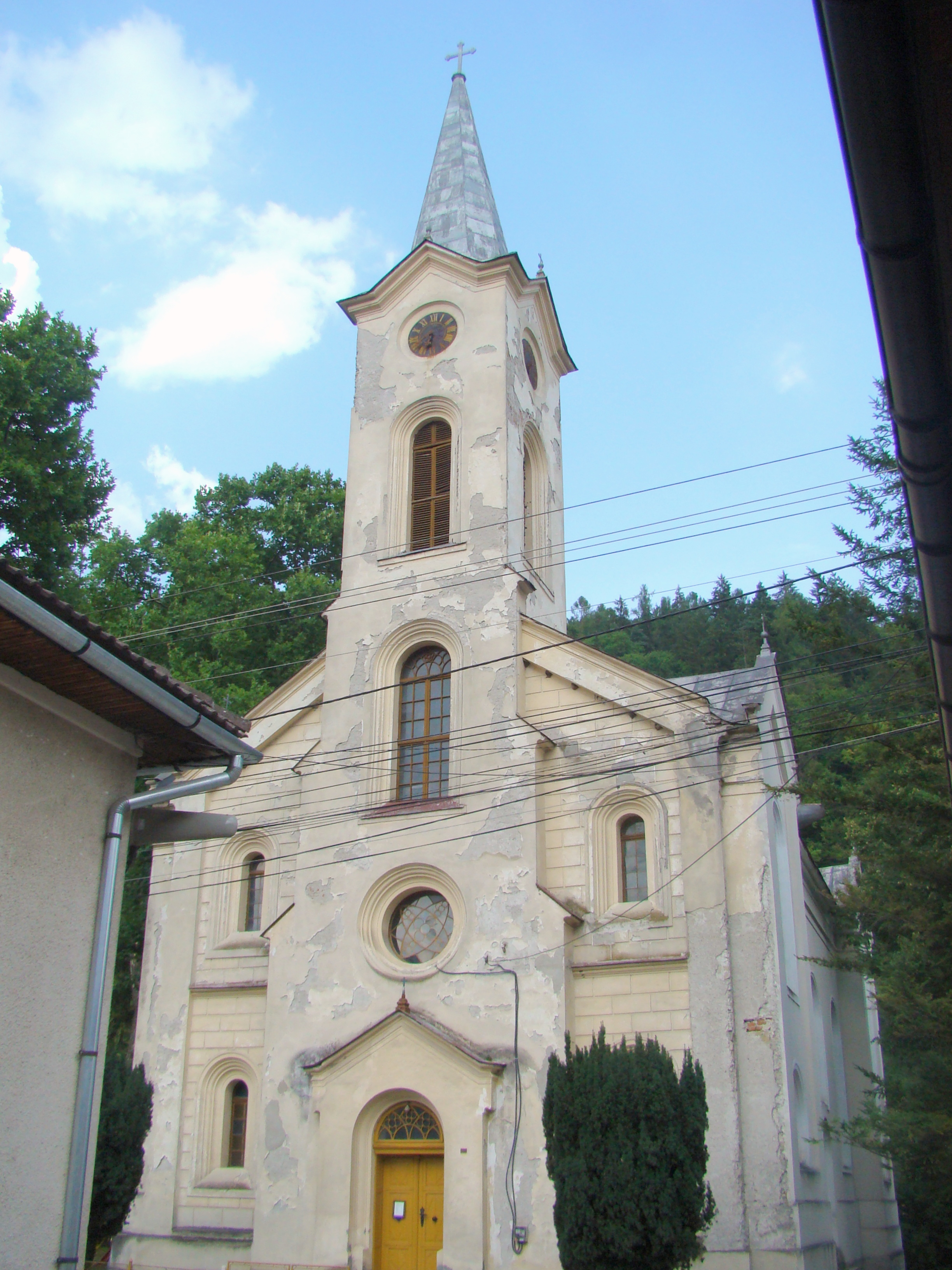
Biserica romano-catolică (monument istoric)
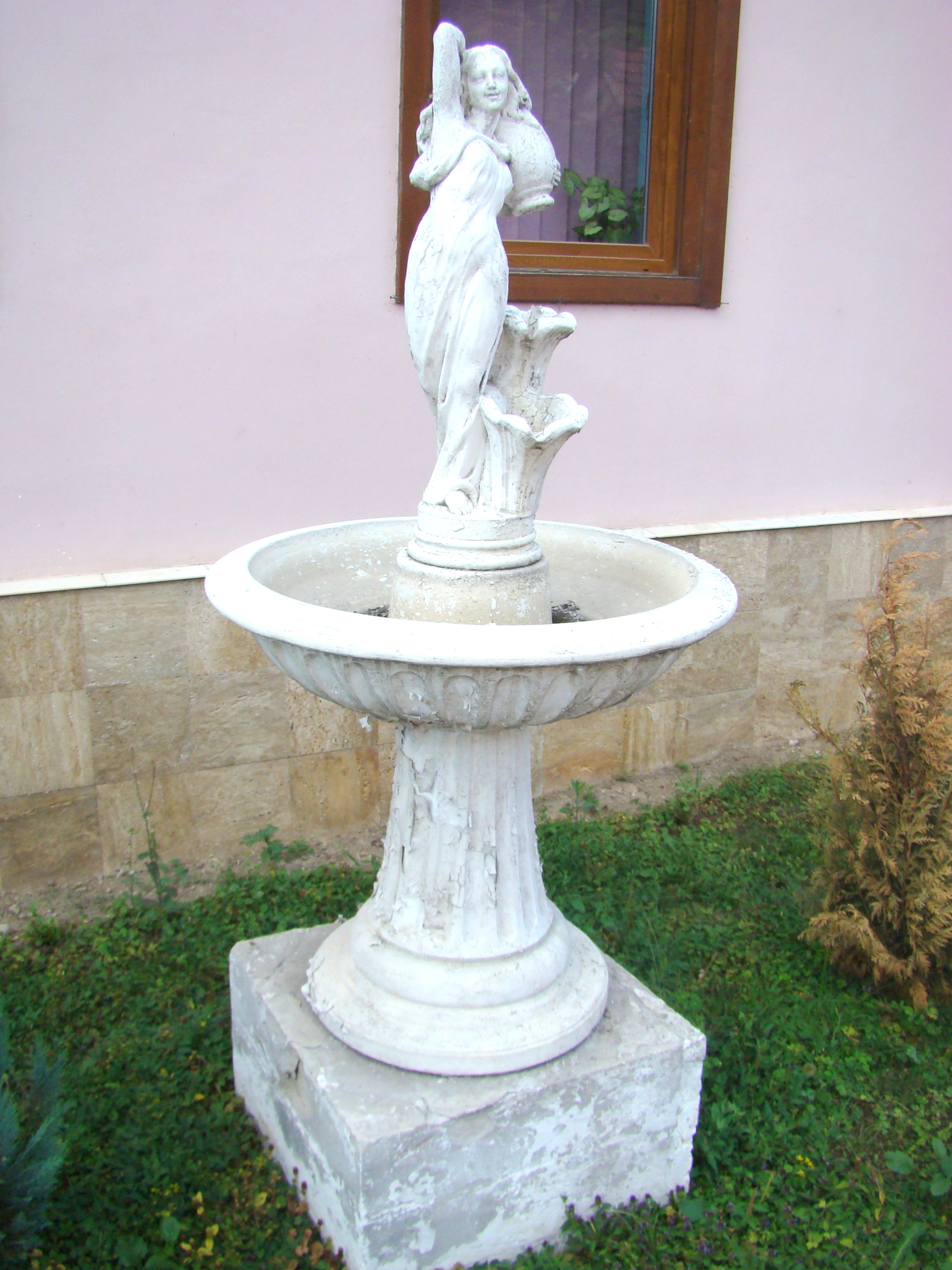
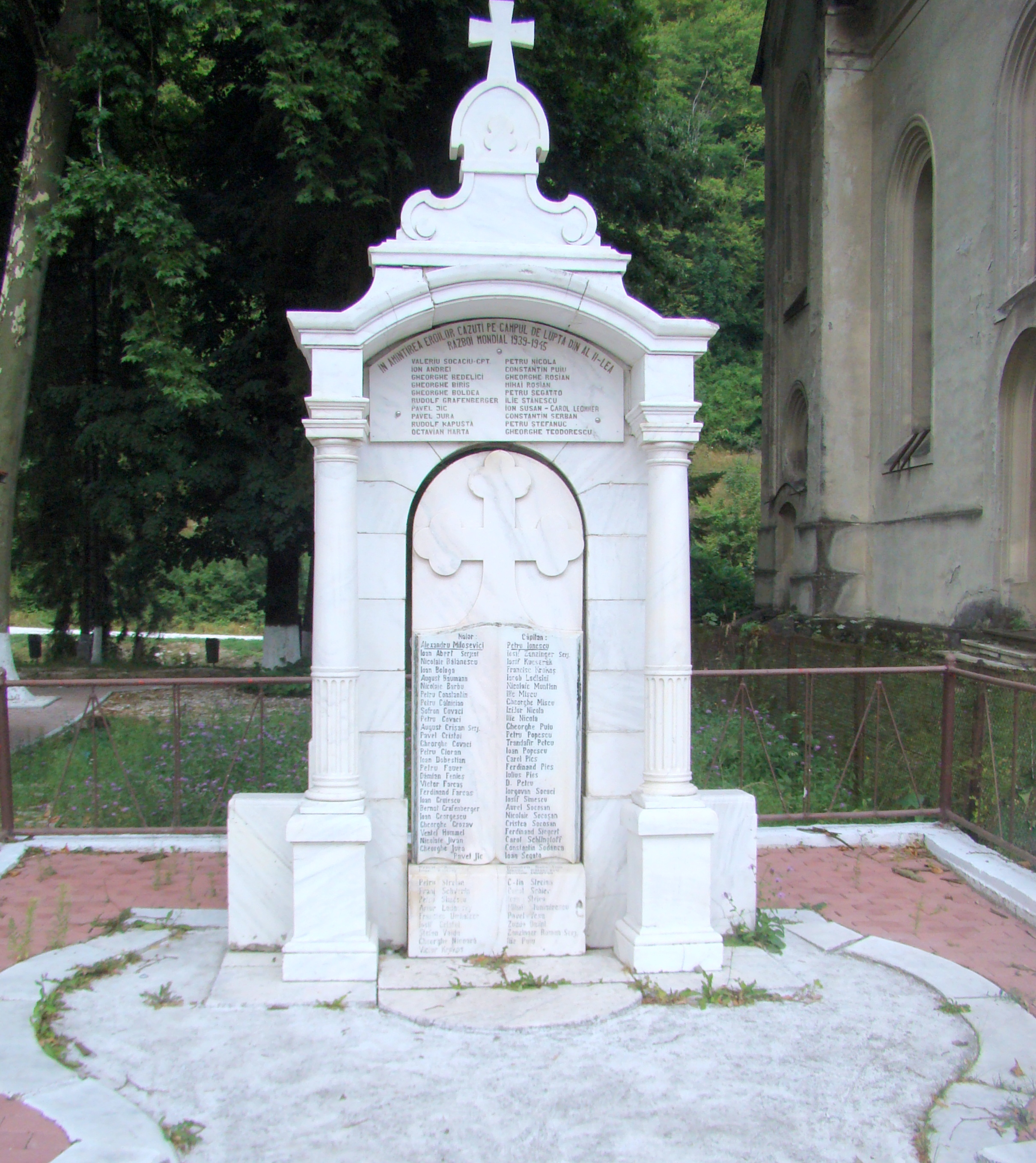
Monumentul eroilor
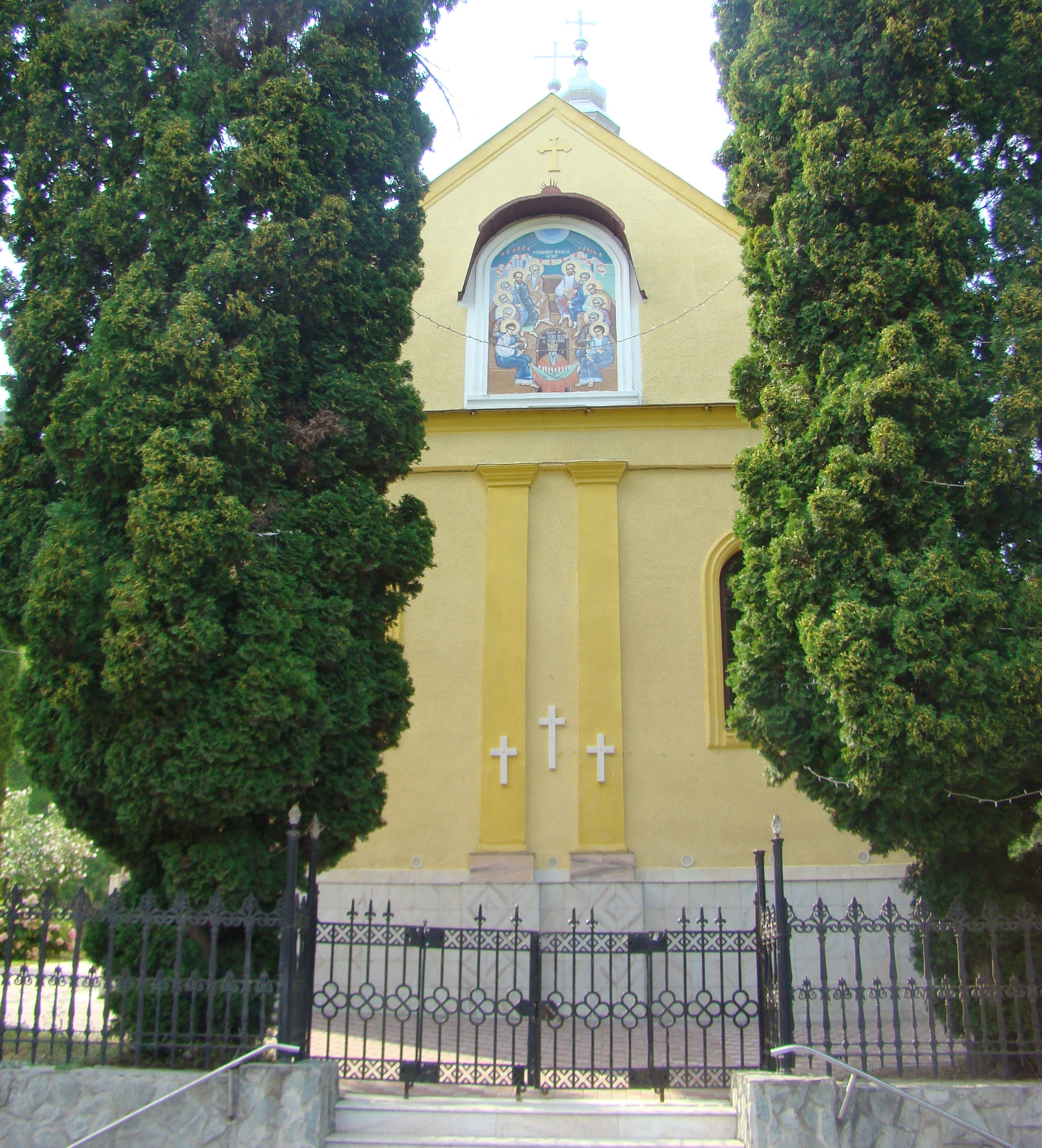
Biserica ortodoxă (latura de vest)
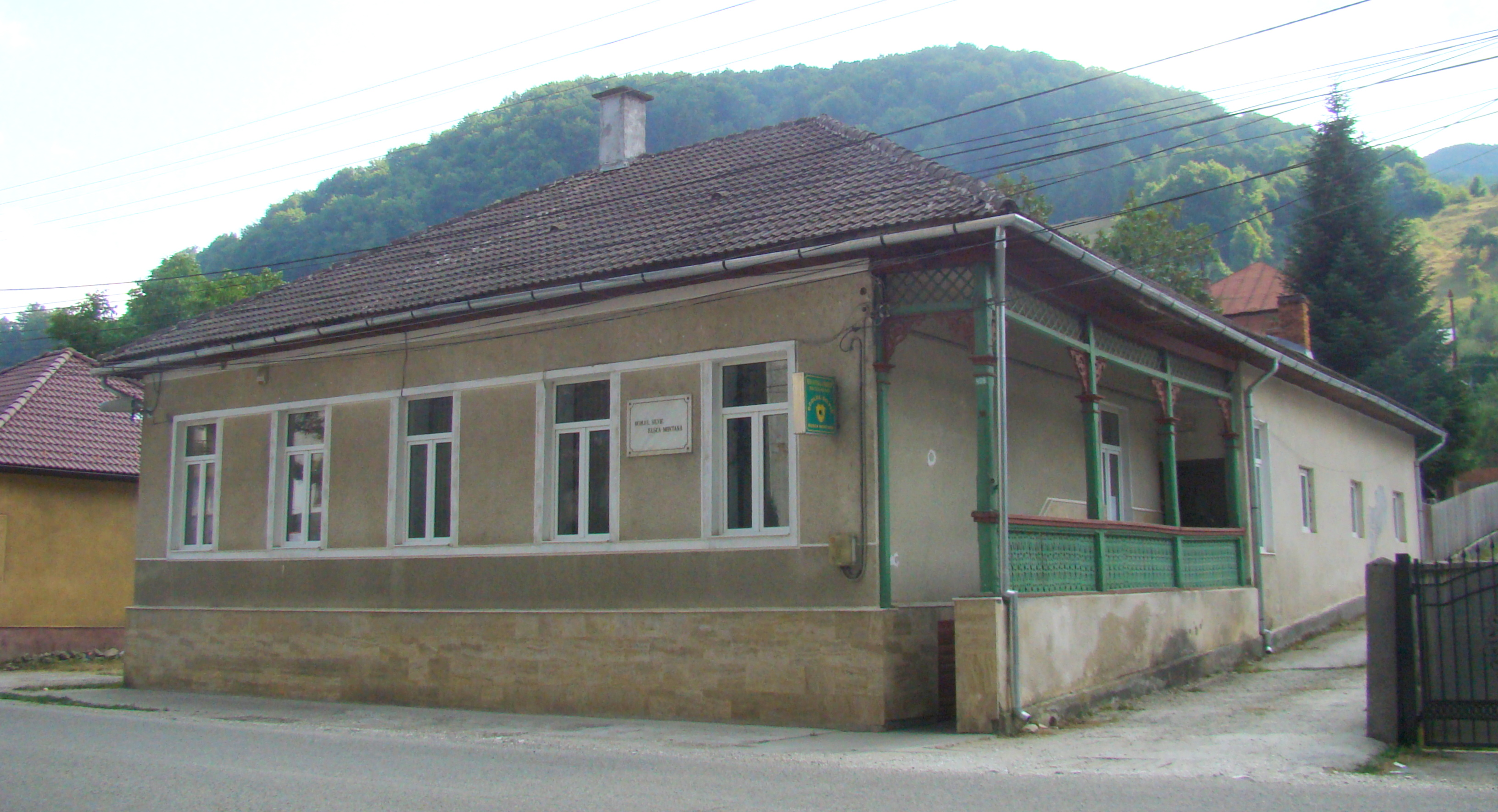
Ocolul silvic
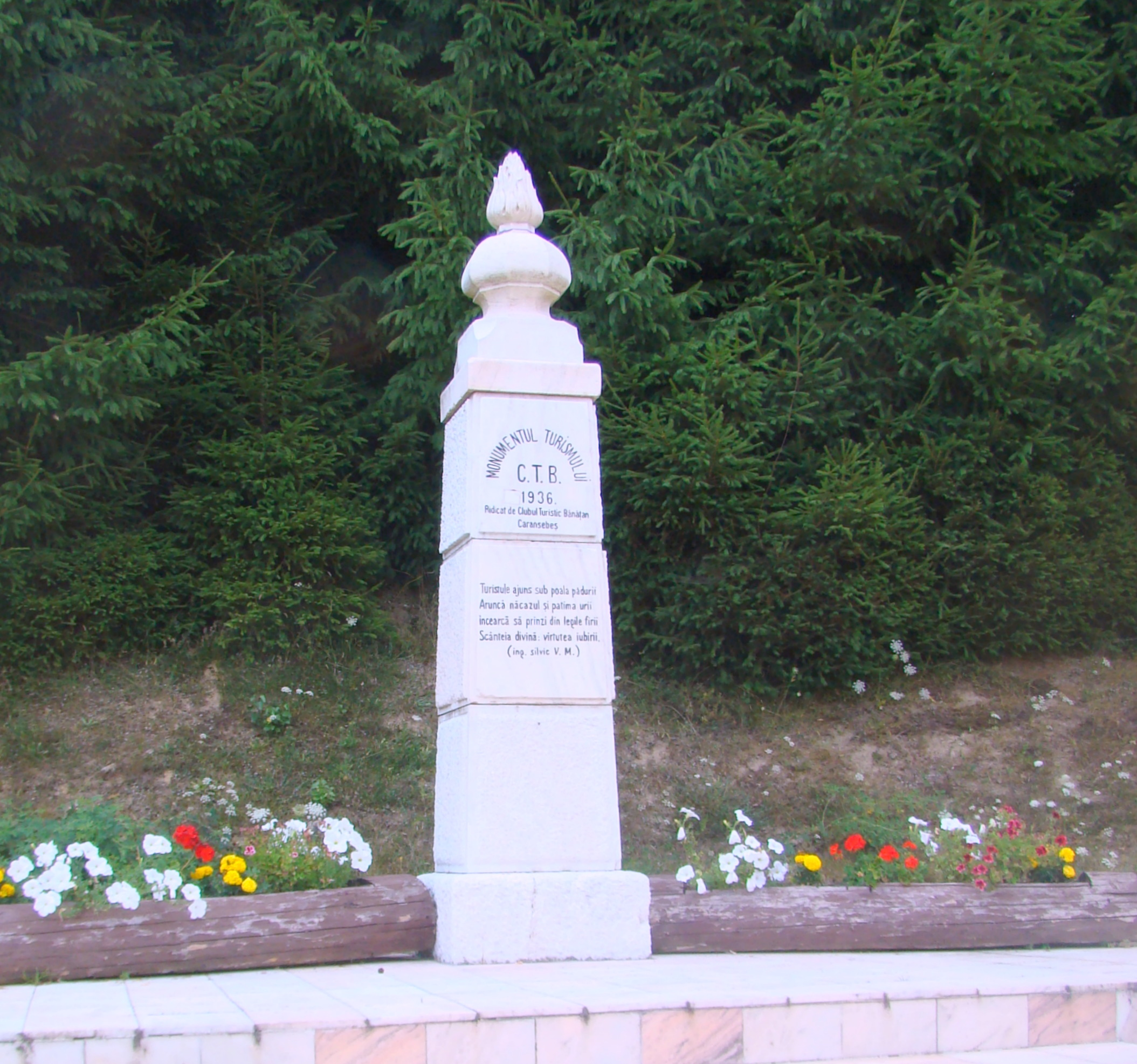
Monumentul Turismului (ridicat de Clubul Turistic Bănăţan din Caransebeş în anul 1936)
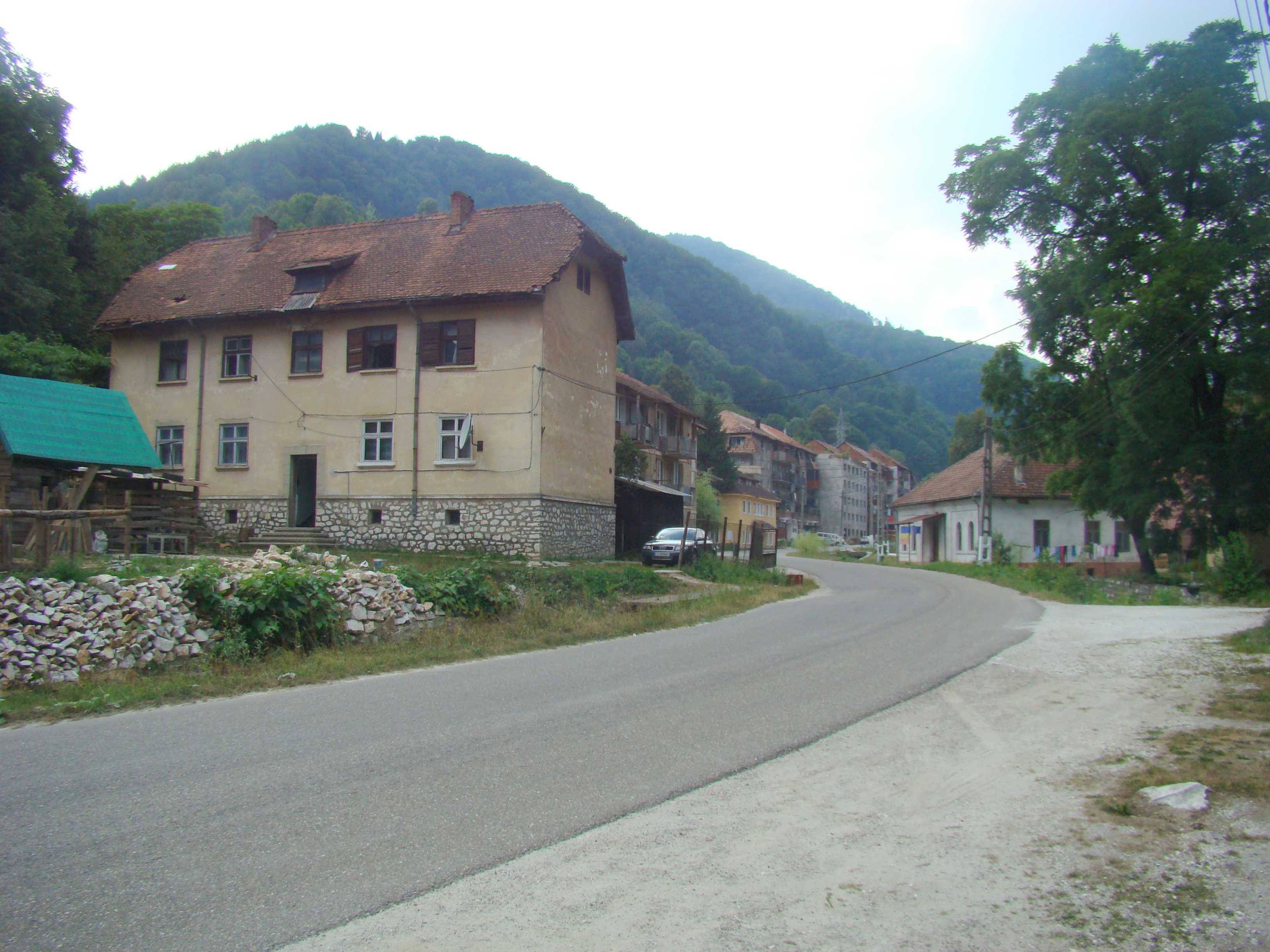
Rușchița
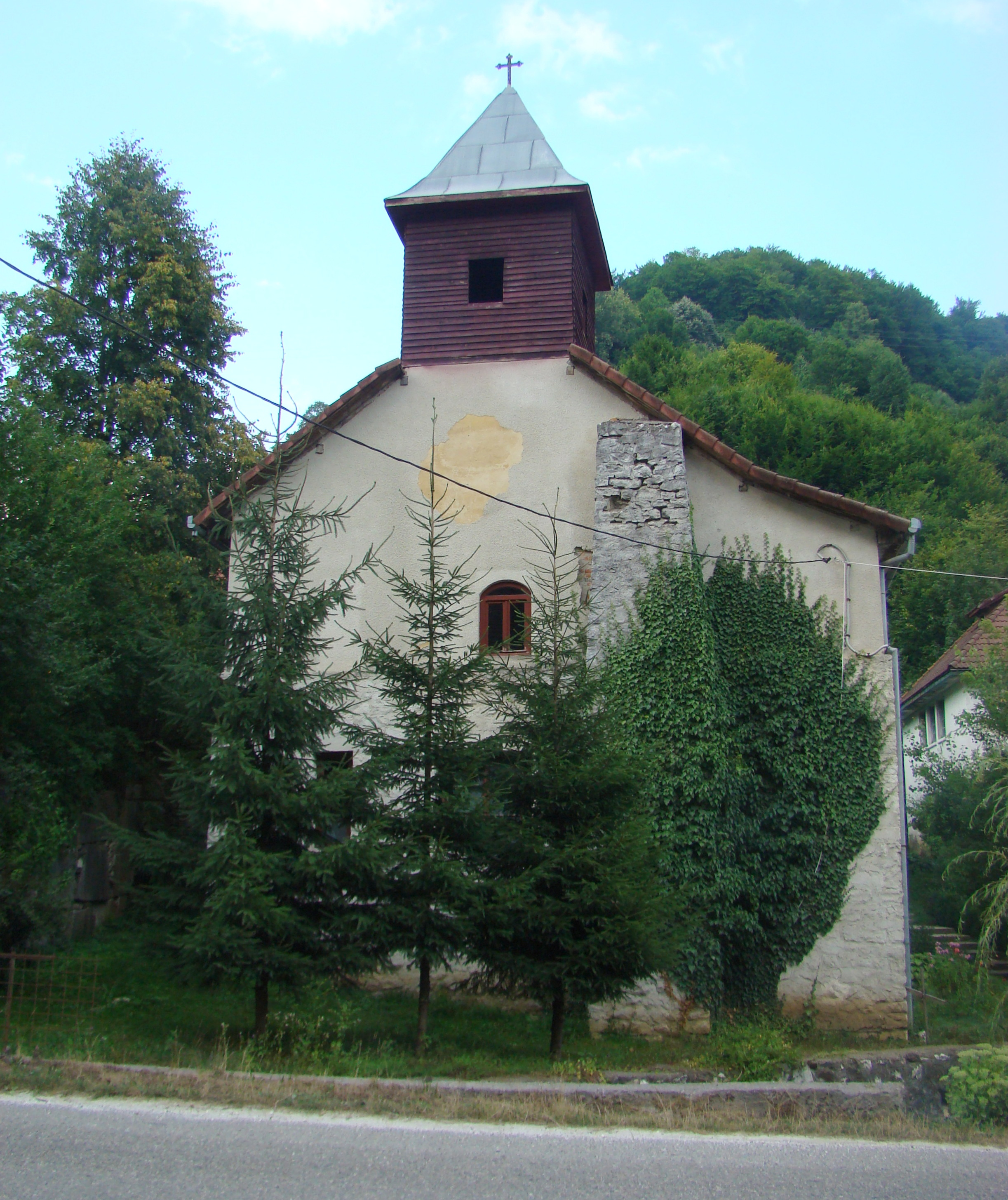
Biserica ortodoxă „Sfinţii Apostoli Petru şi Pavel”